# 大瀬戸丸

大瀬戸丸（おおせとまる）は、山陽鉄道→鉄道院→日本国有鉄道関門航路に在籍していた鉄道連絡船。同型船に下関丸がある。
後に弥山丸に改称され、宮島航路で運航された。

## 概略
関門航路は1898年（明治31年）9月1日、山陽鉄道子会社の山陽汽船により下関港～門司港間の定期航路の運航が開始される。1901年（明治34年）5月27日　山陽本線下関駅開業に合わせて新造された船舶が、下関丸と大瀬戸丸である。
大瀬戸丸は大瀬戸丸型第1船として三菱合資会社三菱造船所の135番船として建造される。1900年（明治33年）9月2日に起工し、1901年（明治34年）2月16日に進水。同年5月14日に竣工し、5月27日に関門航路に就航する。
1920年（大正9年）、大瀬戸丸は特別席設置などの改造を経て宮島航路に転属し、1925年（大正14年）6月5日に弥山丸に改称する。
戦後はGHQの日本商船管理局（en:Shipping Control Authority for the Japanese Merchant Marine, SCAJAP）によりSCAJAP-M066の管理番号が付与された。
その後も宮島航路で運航されていたが、老朽化が激しくなり、1954年（昭和29年）にみやじま丸（初代）が就航すると予備船となり、1956年（昭和31年）8月にに引退した。その後売却されたという。